# UCO (serie de televisión)
UCO: Unidad Central Operativa es una serie de televisión española, producida por Grupo Ganga para TVE que se emitió en La 1 desde el jueves 28 de mayo de 2009 al 14 de junio de 2009.
Se trata de una serie derivada de  Desaparecida, emitida también por La 1 en el año 2007.
TVE ya emitió dos capítulos de presentación durante febrero de 2008, con regular audiencia, que no impidieron el desarrollo de la nueva serie.
Debido a la baja audiencia que ha estado registrando durante su corto periodo, y habiendo bajado del 10% en su 3ª emisión regular, la cadena decidió cancelarla en televisión y estrenar el resto de capítulos por rtve.es.
La 1 decidió volver a emitir la serie a partir del martes 23 de abril de 2013 en su franja de sobremesa, todas las tardes de lunes a viernes a las 16:30, sustituyendo a las reposiciones de Desaparecida, serie de la que nació este proyecto. Con esta reposición se estrenaron varios capítulos inéditos que no se habían emitido en televisión tras la cancelación de la serie en el año 2009.
Las reposiciones de la serie, incluyendo los últimos ocho episodios inéditos en televisión, finalizaron el viernes 10 de mayo de 2013 y apenas lograron sobrepasar el 6% de cuota de pantalla. Después de seis meses de reposiciones de series, La 1 decidió lanzar su nuevo estreno el lunes 13 de mayo de 2013. Se trata de Gran Reserva. El origen, precuela de Gran Reserva.

## Reparto

### Reparto principal
- Miguel Ángel Solá - Capitán Bruno Sierra
- Ana Torrent - Comandante Julia Guzmán
- Sancho Gracia (†) - Coronel Ramón Garrido
- Esther Ortega - Sargento Laura Andrún
- Juan Ribó - Luis Seisdedos "Manuel Erráiz"
- Eleazar Ortiz - Nicolás Segura
- Alfonso Bassave - Pablo Molina
- Celia Pastor - Marina Izquierdo
- Mikel Losada - Ignacio "Nacho"
- Erik Francés - "El Chef"
- Esmeralda Moya - Blanca Sierra (1-10)

### Reparto Secundario
- Enrique Alcides - Marcos Vallés † (1-2, 5-6)
- Junio Valverde - Jesús González Vázquez/Jesús Villa Pérez (3-11)

#### Con colaboración especial
- Juan Echanove - Sargento Francisco "Paco" Gutiérrez (2, 7, 10)
- Pastora Vega - Mercedes "Merche" Pérez Ronda/Mercedes "Merche" Vázquez Rivera/Carmen/"La Cara Guapa" (3-11)

## Episodios
| Temporada | Temporada | Episodios | Estreno               | Final                 | Audiencia media | Audiencia media | Audiencia media |
| Temporada | Temporada | Episodios | Estreno               | Final                 | Espectadores    | Cuota           |                 |
| --------- | --------- | --------- | --------------------- | --------------------- | --------------- | --------------- | --------------- |
|           | 0         | 2         | 13 de febrero de 2008 | 20 de febrero de 2008 | 2.518.000       | 13,2%           |                 |
|           | 1         | 11        | 28 de mayo de 2009    | 7 de agosto de 2009   | 1.168.000       | 8,2%            |                 |
| Total     | Total     | 13        | 2009                  | 2013                  | 1.843.000       | 10,7%           |                 |

### Piloto (2008)
| N.º | Título              | Dirigido por      | Escrito por       | Fecha de emisión original | Audiencia         |
| --- | ------------------- | ----------------- | ----------------- | ------------------------- | ----------------- |
| 0   | «Asedio (1ª Parte)» | Miguel Albaladejo | Eligio R. Montero | 13 de febrero de 2008     | 2.727.000 (14,2%) |
| 0   | «Asedio (2ª Parte)» | Manuel Palacios   | Eligio R. Montero | 20 de febrero de 2008     | 2.308.000 (12,1%) |

### Temporada 1 (2009)
| N.º | Título                                      | Dirigido por     | Escrito por | Fecha de emisión original                                | Audiencia         |
| --- | ------------------------------------------- | ---------------- | --- | -------------------------------------------------------- | ----------------- |
| 1   | «Algún día volverá»                         | Agustín Crespi   | Argumento: Álvaro González-Aller, Allan Baker, Gema R. Neira, Luis Marías, Laura León y Déborah Rope Diálogos: Luis Marías, Álvaro González-Aller, Allan Baker, Gema R. Neira, Teresa de Rosendo y Patrick Buckley | 28 de mayo de 2009                                       | 2.273.000 (12,5%) |
| 2   | «Hogar dulce hogar»                         | Antonio Cuadri   | Argumento: José Luis Acosta Diálogos: José Luis Acosta, Patrick Buckley y Teresa de Rosendo | 4 de junio de 2009                                       | 2.265.000 (12,7%) |
| 3   | «El niño»                                   | Manuel Palacios  | Argumento: Teresa de Rosendo, Allan Baker, José Luis Acosta y Álvaro González-Aller Diálogos: José Luis Acosta, Patrick Buckley y Álvaro González-Aller                                                            | 11 de junio de 2009                                      | 1.641.000 (9,7%)  |
| 4   | «Por pura necesidad»                        | Agustín Crespi   | Argumento: Álvaro González-Aller, Teresa de Rosendo, Allan Baker y Felipe Mellizo, Diálogos: Álvaro González-Aller, Teresa de Rosendo, Felipe Mellizo, Patrick Buckley y Luis Marías                               | 19 de junio de 2009 (RTVE.es) 30 de abril de 2013 (La 1) | 1.024.000 (8,3%)  |
| 5   | «Trabajo, trabajo, trabajo»                 | Antonio Cuadri   | Argumento: Antonio Galeano, Allan Baker, Álvaro González-Aller y Teresa de Rosendo Diálogos: Antonio Galeano, Patrick Buckley y Teresa de Rosendo                                                                  | 26 de junio de 2009 (RTVE.es) 2 de mayo de 2013 (La 1)   | 915.000 (7,8%)    |
| 6   | «El cazador»                                | Manuel Palacios  | Argumento: Luis Marías, Álvaro González-Aller y Teresa de Rosendo Diálogos: Luis Marías y Álvaro González-Aller | 3 de julio de 2009 (RTVE.es) 3 de mayo de 2013 (La 1)    | 769.000 (6,6%)    |
| 7   | «Sangre de mi sangre»                       | Manuel Palacios  | Argumento: Laura León y Álvaro González-Aller | 10 de julio de 2009 (RTVE.es) 6 de mayo de 2013 (La 1)   | 880.000 (7,3%)    |
| 8   | «La mejor edad»                             | Gracia Querejeta | Argumento: Nacho Cabana y Álvaro González-Aller Diálogos: Nacho Cabana, Patrick Buckley y Álvaro González-Aller | 17 de julio de 2009 (RTVE.es) 7 de mayo de 2013 (La 1)   | 798.000 (6,6%)    |
| 9   | «Los coleccionistas de arte no saben matar» | Manuel Palacios  | Nacho Cabana, Teresa de Rosendo, Álvaro González-Aller e Ignasi Rubio | 24 de julio de 2009 (RTVE.es) 8 de mayo de 2013 (La 1)   | 759.000 (6,4%)    |
| 10  | «Errare humanum est»                        | Antonio Cuadri   | Diálogos: José Luis Acosta, Teresa de Rosendo, Patrick Buckley e Ignasi Rubio | 31 de julio de 2009 (RTVE.es) 9 de mayo de 2013 (La 1)   | 753.000 (6,2%)    |
| 11  | «Tiro al blanco»                            | Antonio Cuadri   | Argumento: Luis Marías, Teresa de Rosendo, Álvaro González-Aller e Ignasi Rubio Diálogos: Luis Marías e Ignasi Rubio                                                                                               | 7 de agosto de 2009 (RTVE.es) 10 de mayo de 2013 (La 1)  | 766.000 (6,1%)    |